# Ришон-ле-Цион
Ришо́н-ле-Цио́н (ивр. רִאשׁוֹן לְצִיּוֹן‎) — город, расположенный в центре Израиля, в прибрежной полосе Средиземного моря, в 7 км к югу от Тель-Авива. Это поселение было основано несколькими еврейскими семьями-репатриантами из Российской Империи в 1882 году, и также было первым поселением, которое было полностью построено евреями-сионистами, и, кроме того, стало первым поселением, которое находилось полностью под их контролем. Поселение Ришо́н-ле-Цио́н официально стало городом в 1950 году.

## История
Ришон-ле-Цион был основан 31 июля 1882 года 10 семьями участников движения «Ховевей-Цион», которое возглавлял Залман Давид Левонтин, родом из Орши. Позже к ним присоединились ещё 7 семей. Название города переводится буквально как «Первый [сказал] Сиону» и было взято из Книги пророка Исайи 41:27: «Я первый сказал Сиону: „вот оно!“ и дал Иерусалиму благовестника.»
В 1883 туда прибыли 13 членов движения «Билу», и население достигло 100 человек.
Ришон-ле-Цион считается (вместе с Петах-Тиквой, основанной на 4 года раньше) одним из первых сионистских поселений в Израиле. Поселение было задумано как сельскохозяйственное, но первые попытки вести сельское хозяйство оказались неудачными из-за тяжелых природных условий, недостатка средств и отсутствия опыта поселенцев. В сентябре их представитель Иосиф Файнберг поехал в Париж и попал на приём к молодому барону Эдмону де Ротшильду. Ротшильд согласился выделить ссуду на строительство колодца. При помощи оборудования, доставленного из Парижа, в феврале 1883 года 48-метровый колодец был выкопан, и впоследствии фраза на иврите «Мацану маим!» («Мы нашли воду!») вошла в герб города. Барон Ротшильд взял поселение под свою опеку, приобрёл его землю, прислал из Франции агрономов, стал выращивать виноград и основал винодельческий завод «Кармель Мизрахи» (1887). На этом заводе в молодости работал Давид Бен-Гурион. В 1887 в Ришон-ле-Ционе был положен на музыку и впервые спет будущий гимн Израиля «Ха-Тиква». Между назначенной бароном администрацией и жителями были трения, в результате большая группа во главе с Файнбергом покинула поселение.
В конце XIX и начале XX веков Ришон-ле-Цион был важным центром еврейской культуры. В 1888 там была основана первая школа, преподавание в которой велось на иврите, а в 1898 — первый ивритоязычный детский сад.

## Население
По данным Центрального статистического бюро Израиля, население на начало 2020 года составляло 254 384 человека.
Ришон-ле-Цион — один из самых быстрорастущих городов Израиля и третий по возрасту город в стране после Иерусалима и Бней-Брака, где 31,1 % населения составляют дети и подростки, а 61,4 % всех жителей — люди в возрасте 40 лет и старше. Кроме того, город привлек значительное количество иммигрантов, в том числе из англоязычных стран. Ожидается, что к 2030 году в городе будет проживать около 270 000 человек.
На 2019 год Ришон-ле-Цион являлся четвёртым по наcелению городом Израиля.
В 2018 году 91,4 % населения составляли евреи; мусульмане и христиане составляли менее 1 %.
Естественный прирост населения составляет 0,7 %.
19,3 % населения — репатрианты, приехавшие после 1990 года.
83,2 % выпускников школ получили аттестат зрелости, 30,4 % населения имеют свидетельство о высшем образовании. Средняя зарплата на 2017 год составила 10 492 шекеля. Среднемесячная заработная плата работника в 2019 году составила 10 021 шекелей (в среднем по стране: 9 745 шекелей).

## Экономика
Сегодня основными отраслями промышленности Ришон-ле-Циона являются виноделие, строительство, услуги и торговля. Заводы и мастерские расположены в старой промышленной зоне, которая стала популярным местом для пабов, танцевальных клубов и ресторанов. Промышленность в городе в основном расположена в двух промышленных центрах: старой промышленной зоне на севере города и новой промышленной зоне на западе.
Три основных торговых центра в Ришон-ле-Цион — это Центр Ротшильдов в старом центре города, Голд Молл (Кеньон Ха-Захав) в районе Нового Запада и Азриэли Ришоним. Такие компании, как Coca-Cola, Gazit-Globe, Volvo и Fiat, как ожидается, откроются в районе Мааян Сорек[когда?]. В рамках пятилетнего плана города по обеспечению полной независимости от воды в Ришоне запланировано строительство опреснительной установки[когда?], которая будет производить 3,7 миллиона кубометров воды в год.

## Муниципалитет

### Мэры
- Элиякум Осташински (1950-51)
- Арье Шефтель (1951)
- Моше Гавин (1952-55)
- Гершон Ман Манков (1955)
- Хана Левин (1955-60)
- Арье Шефтель (1960-62)
- Ноам Лаонер (1962-65)
- Арье Шефтель (1965-69)
- Ханания Гибштейн (1969-83)
- Мейр Ницан (1983—2008)
- Дов Цур (2008—2018)
- Раз Кинстлих (с 2018)

## Современность
Ришон-ле-Цион долгое время считался «спальным» пригородом Тель-Авива, но начиная с 1990-х годов город переживает период бурного развития. В западной части города построены крупные жилые массивы с расположенными поблизости торговыми, культурными и промышленными центрами.
Сегодня Ришон-ле-Цион — один из основных центров деловой и торговой жизни страны. В городе несколько промышленных зон, большинство предприятий действует в сфере услуг и торговли, в последние годы[когда?] здесь открылись многочисленные предприятия и фирмы, специализирующиеся в областях разработки программного обеспечения, электронных технологий, управления и маркетинга. Довольно велико число частных предприятий, открытых репатриантами при поддержке «Центра по развитию частной инициативы» (МАТИ). До последнего времени[когда?] уровень занятости населения города был одним из самых высоких по стране.
При муниципалитете действует Общество культуры, спорта и досуга. В его ведении находятся районные дома культуры, парки, спортивные центры, художественные, драматические и балетные кружки, музыкальная школа, танцевальные и вокальные ансамбли, городской оркестр и т. д. Городские библиотеки и читальные залы с богатым собранием книг расположены во всех районах города. Работают две библиотеки с собранием книг на русском языке. В городе имеется 7 плавательных бассейнов, городской пляж — один из самых благоустроенных и чистых в стране. Его протяженность около километра.

## Города-побратимы
- Ним, Франция, с 1986
- Мюнстер, Германия
- Люблин, Польша
- Санкт-Петербург, Россия
- округ Принс-Джорджес, Мэриленд, США
- округ Эссекс, Нью-Джерси, США
- Брашов, Румыния
- Дебрецен, Венгрия
- Тяньцзинь, Китай
- Терамо, Италия
- Херенвен, Голландия
- Гондэр, Эфиопия
- Харьков, Украина
- Львов, Украина
- Кременчуг, Украина